# Predicat nominal
Predicatul nominal este alcătuit dintr-un verb copulativ și unul sau mai multe nume predicative.
Exemple:
- Mama ta este frumoasă.
- Sportul înseamnă sănătate.
- El a ajuns profesor.

Predicatul nominal atribuie subiectului o identitate sau o însușire (îl califică) și arată cine este, ce este sau cum este subiectul. 
Răspunde la întrebările: cine este?, ce este?, cum este? adresate subiectului. 
Verbul copulativ a fi își poate schimba forma sau poate fi înlocuit cu un alt verb copulativ: ce a fost?, ce a devenit?, cum părea?. De asemenea, și pronumele interogativ care intră în alcătuirea întrebării își poate schimba forma în funcție de cazul la care se află numele predicativ: pentru cine este?, al cui este? etc.

## Alcătuire
Predicatul nominal este alcătuit din:
a) verb copulativ;
b) nume predicativ.
Verbele copulative sunt instrumente gramaticale care nu au înțeles de sine stătător și fac legătura dintre subiect și numele predicativ. 
Verbele copulative sunt: a fi, a deveni, a ajunge, a se face, a ieși, a rămâne, a părea, a însemna, a se naște, a se preface, a se numi, a se chema, etc.
Numele predicativ este partea esențială sau elementul de bază al predicatului nominal prin care se identifică sau se califică subiectul.
Numele predicativ este o parte de propoziție care se prezintă sub două feluri:
- simplu, când este exprimat printr-o singură parte de vorbire: 
  - El este harnic.
- multiplu, când este exprimat prin două sau mai multe părți de vorbire, coordonate între ele: 
  - El este harnic și disciplinat.

Numele predicativ se exprimă prin:
a) substantiv comun sau propriu in cazurile Nominativ, Genitiv (cu sau fără prepoziție), Acuzativ (cu prepoziție) si Dativ (cu prepoziție):
- El este elev. (Nominativ)
- Cărțile sunt ale lui Mihai. (Genitiv)
- Florile sunt pentru mama. (Acuzativ)
- Lucrarea a fost conform planului. (Dativ)

b) adjectiv propriu-zis, la orice grad de comparație, in cazul Nominativ:
- Marin este cel mai silitor.

c) pronume de orice fel,în aceleași cazuri ca si substantivul:
- Prietenul meu este acesta. (Nominativ)
- Meritele sunt ale tuturor. (Genitiv)
- Toți au fost contra lor. (Genitiv)
- Cărțile nu sunt pentru nici unul dintre voi. (Acuzativ)
- Și el este asemenea lor. (Dativ)

Pronumele personale pot fi și în Dativ posesiv precedate de prepoziție cu regim de Genitiv:
- Ei au fost împotrivă-ți.

d) adjectiv pronominal posesiv în Acuzativ precedat de prepoziție cu regim de genitiv:
- Toți au fost împotriva ta.

e) numerale diferite în aceleași cazuri ca și substantivul:
- El este al doilea. (Nominativ)
- Propunerea este a celor doi. (Genitiv)
- Am fost împotriva amândurora. (Genitiv)
- Diploma este pentru primul dintre câștigători. (Acuzativ)
- Și tu ești aidoma celor doi. (Dativ)

f) verb, la modurile infinitiv, supin, participiu, și gerunziu acordat:
- Datoria noastră este de a învăța. (infinitiv)
- Poezia este de memorat. (supin)
- Câmpia este înverzită. (participiu)
- Rana era sângerândă. (gerunziu)

g) adverb sau locuțiune adverbială:
- El este altfel. (adverb de mod)
- Este cu neputință să ajungem acolo. (adverb de loc)

h) interjecție
- Este vai de ei.

Numele predicativ mai poate fi exprimat și prin locuțiuni corespunzătoare unora dintre părțile de vorbire menționate sau prin părți de vorbire substantivizate.
- Asta înseamnă nebăgare de seamă. (locuțiune substantivală)
- Obiectul acesta este cel mai de preț. (locuțiune adjectivală)
- El a devenit nu știu ce pe la o întreprindere. (locuțiune pronominală)
- Este cu neputință să faci un asemenea lucru.(locuțiune adverbială)
- Ei sunt harnicii despre care ți-am vorbit. (adjectiv substantivizat)
- Acesta este un bine pe care i-l pot face. (adverb substantivizat)

Există situații când verbul copulativ sau numele predicativ se poate subînțelege:
- Harnice sunt fetele, dar mai harnici, băieții.

Verbul copulativ nu trebuie subînțeles pe lângă fiecare parte componentă a numelui predicativ multiplu, deoarece acesta identifică sau califică același subiect.